# 5262 Brucegoldberg
5262 Brucegoldberg este un asteroid din centura principală de asteroizi.

## Descriere
5262 Brucegoldberg este un asteroid din centura principală de asteroizi. A fost descoperit pe 14 decembrie 1990 la Observatorul Palomar de Eleanor Francis Helin. Asteroidul prezintă o orbită caracterizată de o semiaxă mare de 3,09 ua, o excentricitate de 0,16 și o înclinație de 16,0° în raport cu ecliptica.